# Association Aéronautique et Astronautique de France
O Association Aéronautique et Astronautique de France (3AF) é uma instituição global que trabalha nos vários aspectos das viagens espaciais. Foi fundada em 1971.
Acadêmicos, fabricantes de produtos, prestadores de serviços e outros profissionais aeroespaciais civis e militares globais estão representados na 3AF.  A sede da organização fica em Paris.

## Membros conhecidos
- Paulo Andréu, arquiteto francês
- Jean-François Clervoy, astronauta francês que trabalha para a ESA
- Hubert Curien, físico francês e figura chave na política científica europeia
- Institut polytechnique des sciences avancées, escola de engenharia aeronáutica e aeroespacial